# Kunyaza
Kunyaza est le nom rwanda-rundi donné à des techniques et pratiques sexuelles de la région des Grands Lacs de l'Afrique de l'Est qui sont destinées à faciliter l'orgasme féminin.
Le mot rwanda-Rundi kunyaza est dérivé du verbe kunyaàra, signifiant « uriner », mais aussi signifiant l'éjaculation féminine réalisée par la pratique. Il est connu sous différents noms dans différentes régions, le terme ougandais régulier étant kakyabali – souvent kachabali dans l'orthographe anglicisée – ou Western jazz dans l'argot, en raison de sa prévalence dans les régions occidentales comme Ankole.

## Étendue géographique
Kunyaza est présent notamment au Rwanda, au Burundi, dans l'ouest de l'Ouganda, dans l'ouest de la Tanzanie et dans l'est de la République démocratique du Congo. Un sondage réalisé en 2008 auprès de répondants masculins rwandais a suggéré que des femmes européennes visitent le pays pour être mises en pratique par des hommes locaux. Au cours des années 2010, la pratique s'est propagée à travers les médias sociaux au Kenya.

## Histoire
Kunyaza est généralement considéré comme une pratique traditionnelle au Rwanda et la tradition populaire suggère qu'il remonte à la troisième dynastie. Selon la tradition, un garde royal que la reine a choisi pour avoir des relations sexuelles est devenu très anxieux et n'a pas réussi à pénétrer la reine, mais à la place, son pénis frottant ses lèvres et son clitoris a donné satisfaction.
Une version formulée de kunyaza a été présentée au public occidental dans les livres Weiblicher Orgasmus und weibliche Ejakulation dank afrikanischer Liebeskunst (2005) et Le secret de l'amour à l'africaine (2008) par le spécialiste rwandais de la médecine traditionnelle rwandais Nsekuye Bizimana. Une traduction chinoise de Le secret de l'amour à l'africaine a été publiée à Hong Kong en 2010.
Le gukuna est un rituel traditionnel d’étirement des petites lèvres de la vulve, qui se pratique entre femmes. Associé au kunyaza (technique sexuelle masculine décrite ci-dessus), le gukuna vise à accroître le plaisir sexuel de la femme (plaisir considéré comme condition de sa fécondité).
Ces rituels et pratiques sont combattus par l’Église depuis la colonisation, mais perdurent néanmoins, avec des réinterprétations contemporaines.